# Quercus salicina
Quercus salicina är en bokväxtart som beskrevs av Carl Ludwig von Blume. Quercus salicina ingår i släktet ekar, och familjen bokväxter. Inga underarter finns listade i Catalogue of Life.

## Bildgalleri

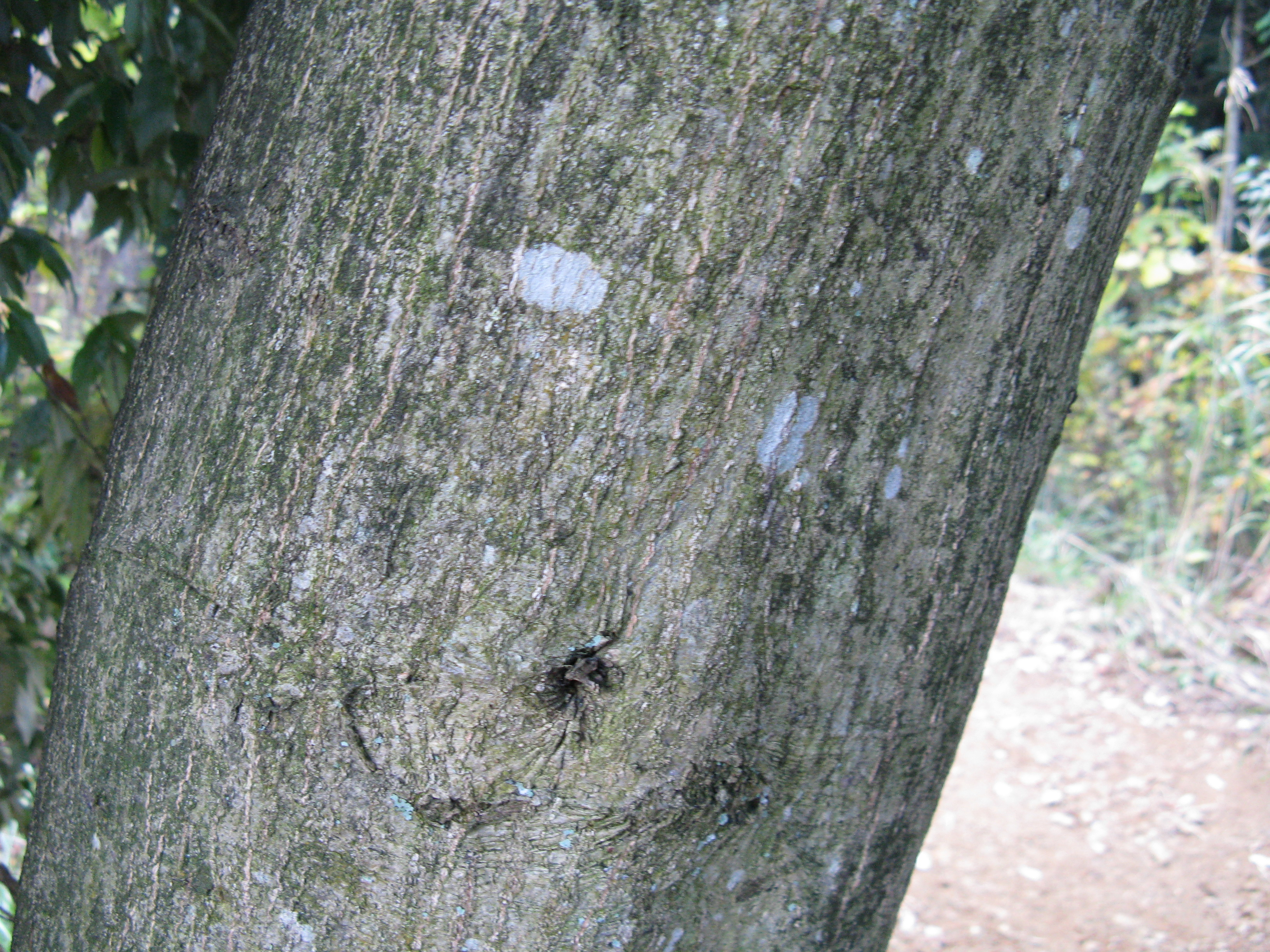
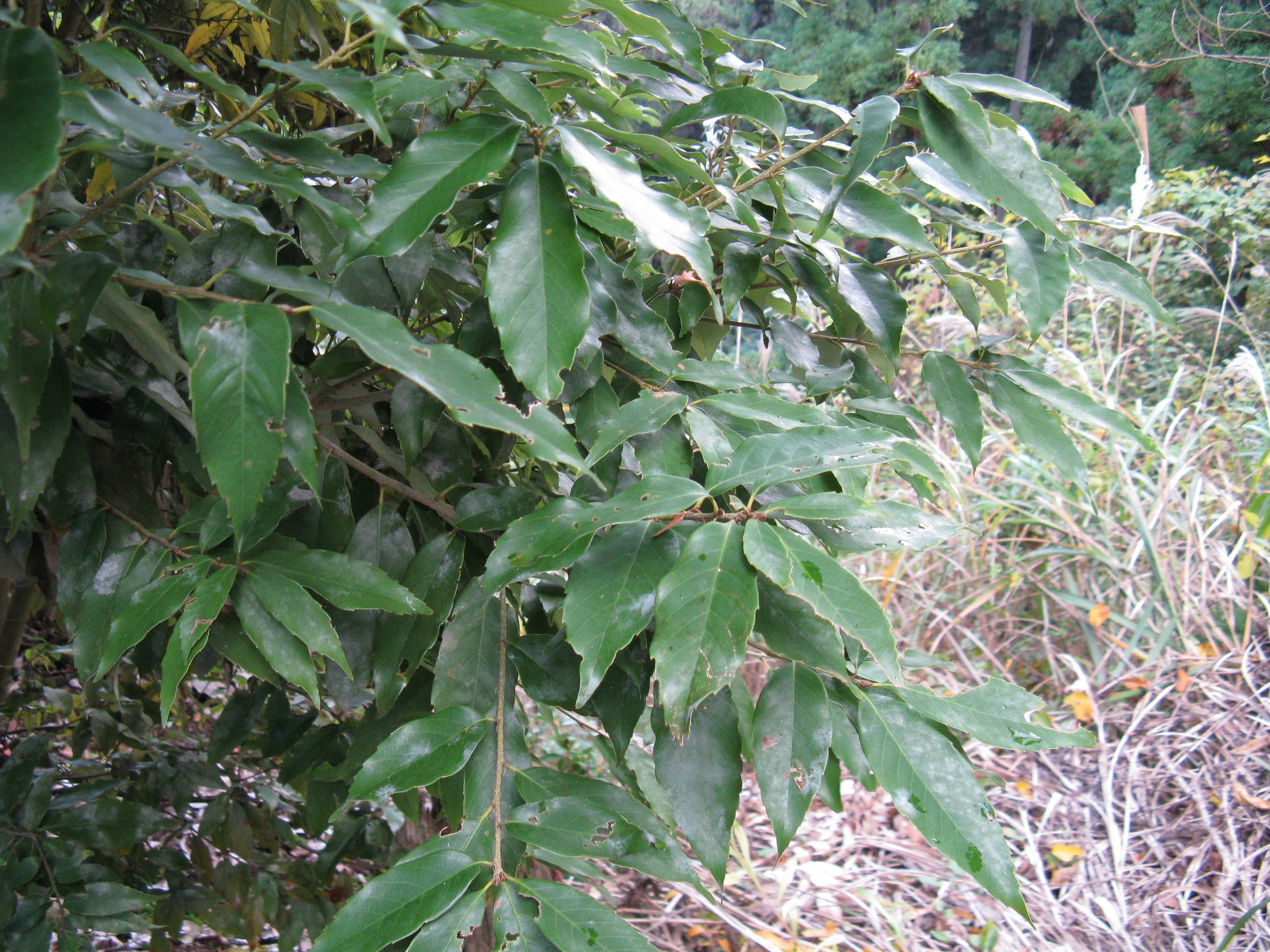
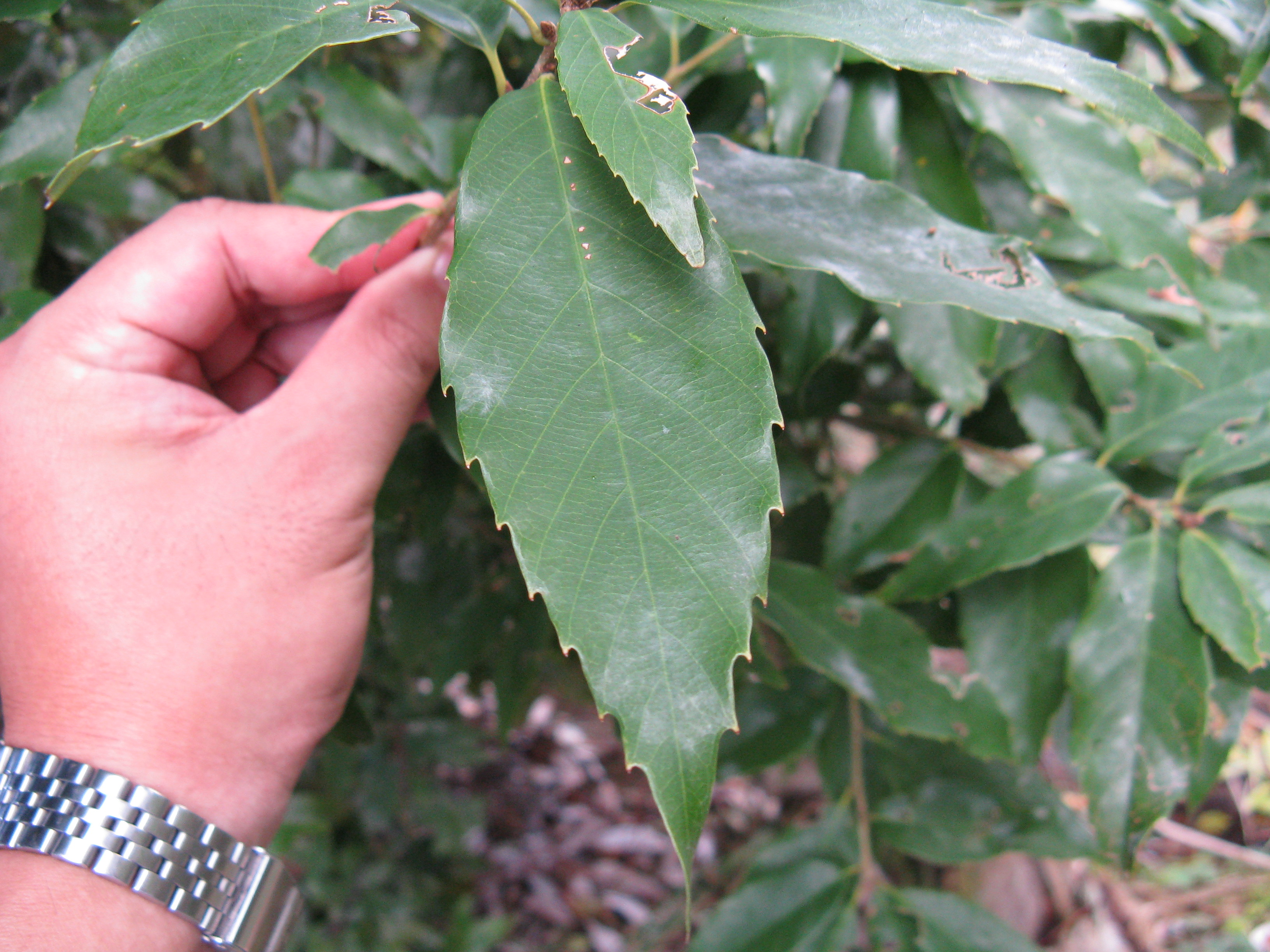
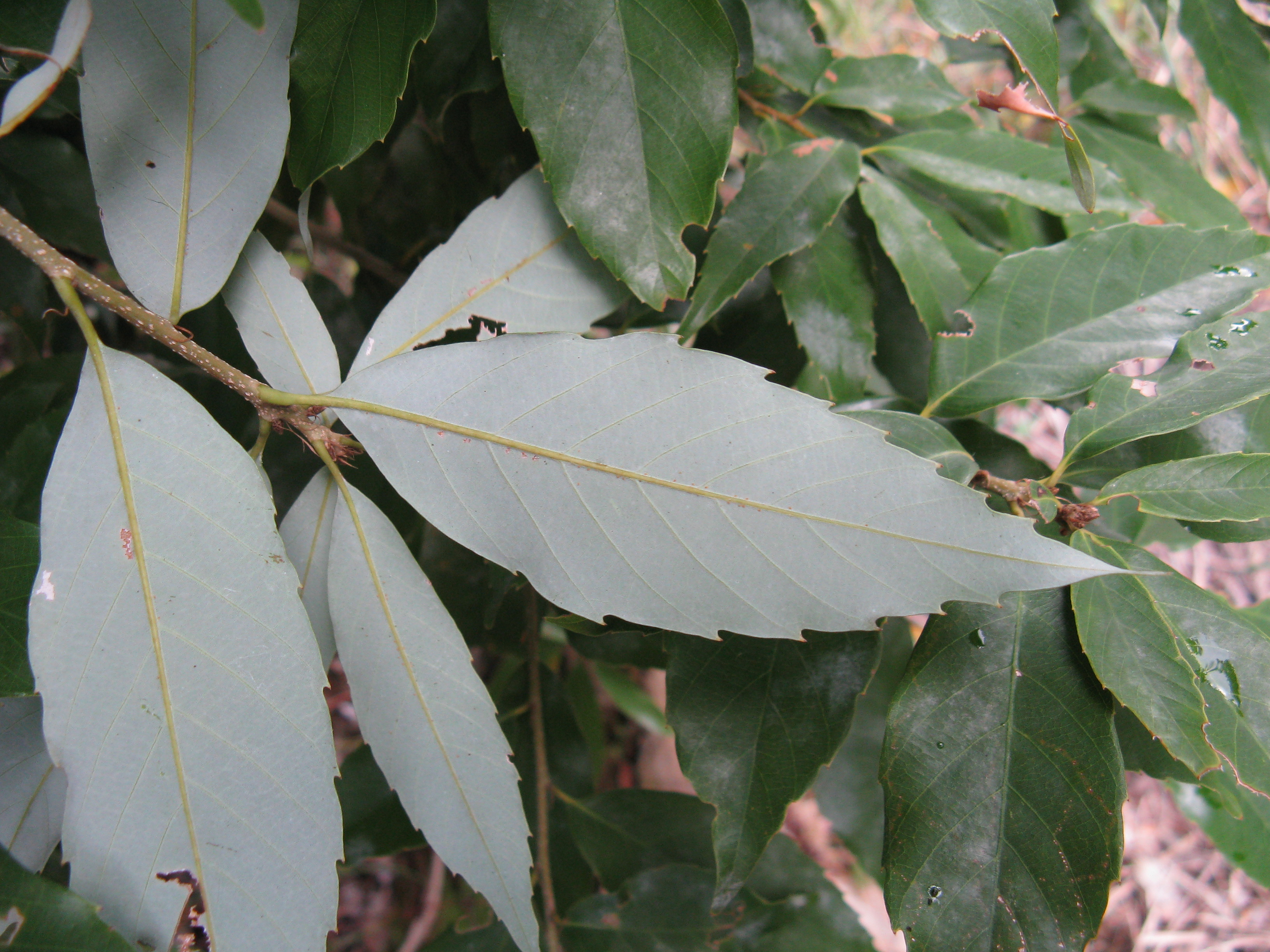